# Knud Holmboe
Knud Valdemar Gylding Holmboe (22. april 1902 – 13. oktober 1931) var en dansk journalist. Han var født ind i en købmandsfamilie i Horsens og den mindre kendte storbror til komponisten Vagn Holmboe.
Knud Holmboe interessede sig i sin ungdom for religion og filosofi. Efter sin grunduddannelse blev han journalistlelev og arbejdede siden hen på forskellige lokalaviser. I en alder af tyve år konverterede Knud til Katolicisme og flyttede ind i et kloster i Clairvaux i Frankrig. I 1924 rejste han til Marokko og stiftede bekendtskab med Islam. Islam fascinerede Knud og han konverterede som en af de første danskere til religionen.

## De første rejser
I to år, fra 1925 til 1927, rejste han gennem Tyrkiet, Syrien, Palæstina, Irak og Persien. Her var han vidne til den udvikling og transformation Mellemøsten led under de europæiske kolonimagter. Som journalist berettede han til danske og internationale aviser om de kvaler og uhyrligheder, der fandt sted.
I 1927 rejste den nygifte Knud Holmboe tværs over Balkan, og i Albanien var han vidne til italienernes brutalitet mod den overvejende muslimske befolkning. Knud Holmboe sendte disse historier tilbage til aviser, hvor specielt en artikel, om hængningen af en albansk katolsk præst, skabte en del opmærksomhed rundt om i verden og vakte italienernes vrede mod Knud Holmboe. Derefter vendte han hjem til Danmark, og fik et arbejde som redaktør på et dagblad i Århus. Han kom dog i økonomiske vanskeligheder og rejste tilbage til Marokko i 1929 sammen med sin kone Nora og datteren Aisha. Her tog han navnet Ali Ahmed.

## Rejsen tværs over Sahara
I 1930 satte han sig for at være den første vesterlænding, der krydsede Sahara fra Marokko i vest til Egypten i øst. Hans familie vendte tilbage til Danmark, mens Knud påbegyndte sin rejse i en Chevrolet Model 1929.
Oprindelig var tanken, om rejsen, ment som en rejseguide, men efter han krydsede grænsen ind i det italienske Libyen berettede han om de grusomheder, de koloniale italienere begik mod beduinstammerne og araberne. 
Knud Holmboe fik kontakt med den libyske modstandsbevægelse, der håbede på hans hjælp til at kunne fortælle verden om italienernes ugerninger mod Libyen. I første omgang blev Holmboe anholdt og smidt ud af Libyen. Han forsatte til Egypten, hvor han med en tysk officer startede på at organisere en hjælpekaravane med mad, våben og forsyninger til beduinerne i Libyen. Efter anmodning fra Italiens ambassadør i Egypten blev Holmboe imidlertid anholdt, før hans plan kunne afvikles, og han tilbragte en måned i egyptisk fængsel. Derefter blev han smidt ud af landet og vendte tilbage til Danmark.
Knud Holmboe tilbragte herefter et halvt år i Danmark, hvor han bl.a. udgav en bog om forholdene i Libyen og sine rejseoplevelser i Sahara. ”Ørkenen Brænder” blev en bestseller i Europa og USA, men blev omgående forbudt i Italien. Den blev ikke oversat til italiensk før i 2004.

## Den sidste rejse
Knud Holmboe drog ud igen, nemlig på pilgrimsfærden Hadj i maj 1931 til Mekka. På sin vej til Mekka besøgte han flere modstandsbevægelser og ledere, der befandt sig i eksil i Tyrkiet, Syrien og Jordan. Han blev anholdt af franskmændene i Syrien og smidt ud af landet, men efter heftige protester fra det danske konsulat i Istanbul fik han lov til at komme ind i Jordan. Knud Holmboe oplevede to attentater i Amman, Jordan. Det skræmte ham dog ikke og han drog videre.
Italienerne frygtede Knud Holmboes motiver for at rejse til Mekka. De troede, han ville opildne til Jihad mod italienerne i Libyen. Det fik dem til at sende en italiensk-tysk agent efter ham, der skulle overvåge ham. Den 11. oktober 1931 forlod Knud Holmboe den jordanske havneby Akaba ridende på en kamel. Han ankom alene til den saudiske by Haql, og efterfølgende er der ikke flere spor efter Knud Holmboe.

## De sidste forlydender om Knud Holmboe
Det er velkendt, at han gjorde holdt for en nat i udkanten af Haql-oasen, der ligger syd for Akaba, i det nuværende Jordan. Her blev han opsøgt af en lokal stamme af beduiner. Men det vides ikke med absolut sikkerhed, om disse beduiner dræbte Knud Holmboe da beduinstammen selv nogle få måneder senere blev dræbt af soldater loyale overfor Ibn Saud, grundlæggeren af Saudi-Arabien. Ifølge kilder fra familien til Knud Holmboe, blev han dræbt af disse beduiner.[kilde mangler]